# 上海乐乡公墓
上海乐乡公墓是中華人民共和國上海市浦东新区首家经营性公墓，位於川沙新镇栏学路8号，占地110余亩，属于上海市二级公墓，创建于1943年（一說建於1958年），成立初期安葬林钧、杨培生、顾燕、黄竞武、王剑等中國共產黨追認的三等烈士的遗骸。1960年代初，川沙烈士陵园建成后，烈士墓從乐乡公墓迁往川沙烈士陵园。1986年4月，乐乡公墓经上海市民政局批准后正式对外经营。